# Stylogaster macrura
Stylogaster macrura är en tvåvingeart som beskrevs av Guilherme A.M.Lopes 1938. Stylogaster macrura ingår i släktet Stylogaster och familjen stekelflugor. Inga underarter finns listade i Catalogue of Life.